# ジョバンニ・フェレロ
ジョバンニ・フェレロ（Giovanni Ferrero、イタリア語発音: [dʒoˈvanni ferˈrɛːro]  ; 1964年9月21日 - ）は、イタリアの実業家。 2011年に兄のピエトロ・フェレロが亡くなった後、彼は製菓会社のフェレロ SpAの社長に就任した。 ブルームバーグによれば、彼は2019年9月の時点で308億ドルの純資産を持っている。  

## 幼少期
彼はイタリアのファリリアーノ、マリア・フランカ・フィッソロと多国籍菓子企業フェレロの所有者であるミケーレ フェレロの息子として生まれた。 1975年、ベルギーのブリュッセルに移り、 ヨーロッパの学校で学んた。その後、米国に移り、レバノンバレー大学でマーケティングを学んた。 

## キャリア
学業を修了すると、彼は家族の会社で働くためにヨーロッパに戻った。1997年に彼は兄のピエトロと共にフェレロの共同CEOになった。 
2011年4月、兄が事故で亡くなった後、彼は唯一のCEOになった。 

## 刊行物
- 「Marketing progetto 2000。 La gestione dellacomplessità "、1990
- 「Stelle di tenebra」、Mondadori 1999[2]
- 「Campo Paradiso」、Rizzoli 2007
- 「Il canto delle farfalle」、Rizzoli 2010

## 私生活
彼はパオラ・ロッシと結婚している。彼らには二人の息子がいる。 